# Yayi Zhen
Yayi Zhen (kinesiska: 雅邑, 雅邑镇) är en köping i Kina. Den ligger i provinsen Yunnan, i den sydvästra delen av landet, omkring 230 kilometer sydväst om provinshuvudstaden Kunming.
Genomsnittlig årsnederbörd är 1 466 millimeter. Den regnigaste månaden är juli, med i genomsnitt 333 mm nederbörd, och den torraste är februari, med 19 mm nederbörd.